# Earl Monroe
Vernon Earl Monroe (* 21. November 1944 in Philadelphia, Pennsylvania) ist ein ehemaliger US-amerikanischer Basketballspieler, der zwischen 1967 und 1980 in der nordamerikanischen Profiliga NBA aktiv war. 
Von 1967 bis 1971 spielte er bei den Baltimore Bullets. Von 1971 bis 1980 spielte er bei den New York Knicks, mit denen er 1973 die Meisterschaft gewann und bei denen er mit Walt Frazier einen der besten Backcourts der NBA-Geschichte bildete. Während seiner Karriere wurde er einmal in die NBA Auswahl und viermal in das All-Star Team gewählt. In seiner ersten Saison wurde Monroe außerdem als Rookie of the Year in das NBA All-Rookie Team berufen.
Am 15. Mai 1990 wurde er in die Naismith Memorial Basketball Hall of Fame aufgenommen. Earl „The Pearl“ Monroe wurde am 1. Dezember 2007 auch von den Washington Wizards geehrt. Seine Trikotnummer 10, die der Guard von 1967 bis 1971 bei dem zu dieser Zeit noch Baltimore Bullets heißenden Team trug, wird seither nicht mehr an andere Spieler vergeben. Ebenso wird die Trikotnummer 15 von den New York Knicks nicht mehr vergeben.